# Суворовка (Калінінградська область)
Суворовка (рос. Суворовка) — селище Озерського міського округу, Калінінградської області Росії. Входить до складу Гавриловського сільського поселення.
Населення —  260 осіб (2015 рік). 

## Населення
| 2002 | 2010 |
| ---- | ---- |
| 288  | ↘260 |